# Campylaspis minuta
Campylaspis minuta är en kräftdjursart som beskrevs av Radhadevi och Kurian 1989. Campylaspis minuta ingår i släktet Campylaspis och familjen Nannastacidae. Inga underarter finns listade i Catalogue of Life.